# Rote Orchideen
Rote Orchideen ist ein deutscher Spielfilm aus dem Jahr 1938 unter der Regie von Nunzio Malasomma. Olga Tschechowa, Albrecht Schoenhals, Camilla Horn und Herbert Hübner spielen die Hauptrollen in dieser Spionagegeschichte.

## Handlung
Ein Phantasiestaat irgendwo im Norden Europas: Im Rüstungswerk F.N.G. ist eine wichtige Zeichnung kopiert und an den Feind weitergegeben worden. Der Verdacht fällt auf Chefingenieur Alexander Nica und seinen Assistenten Laurenz. Beide werden vor Gericht gestellt, von  Nachtwächter Bruns belastet und wegen Werksspionage zum Tode verurteilt. Nica gelingt vor der Urteilsverkündung die Flucht. Er versucht nun, Beweise zu finden, um das Gericht von seiner und Laurenz' Unschuld zu überzeugen. Der Schlüssel dafür scheint ein geheimnisvoller, codierter Brief zu sein, den die Baronin Ogolenska bei einem Besuch in Nicas Wohnung zurückgelassen hat. Nica weiß, dass er nur Licht in die Angelegenheit bringen kann, wenn er an den Entschlüsselungscode gelangt, den er im Haus des weltfremden Professors Castro an der Riviera vermutet. Als er den Code dort findet, stellt er fest, dass das Haus Castros als Zentrale einer weit verzweigten Organisation dient. Auch Baronin Ogolenska arbeitet bereitwillig mit dieser zusammen. Mit dem gefundenen Code könnte Nica seine und Laurenz’ Unschuld beweisen. Als er so schnell wie möglich zurück zu Laurenz will, findet er die Opernsängerin Maria Dorando verletzt am Straßenrand. Er hilft ihr, obwohl er weiß, dass er eigentlich keine Zeit verlieren darf, weil Castros Leute hinter ihm her sind. Als Castros Leute ihn stellen wollen, lässt sich Nica von der Polizei als vermeintlicher Autodieb verhaften. Castro hat seine Leute angewiesen, sich Nica zu schnappen, sobald er wieder freigelassen wird. Dem Ingenieur gelingt es jedoch, seine Verfolger abzuschütteln und zur Oper zu fahren, wo Maria Dorando gerade einen Auftritt hat. Er versteckt den Code in einer roten Orchidee, die er Maria zuwirft. Um ihn wiederzubekommen, verbringt er den Abend mit der Operndiva, wobei beide feststellen, dass sie mehr als nur Sympathie füreinander empfinden. 
Professor Castro taucht bei Maria auf und behauptet, dass Nica in Wirklichkeit ein Agent sei, der Beweise gegen ihren Bruder Antonio sammele, um diese vor Gericht gegen ihn verwenden zu können. Antonio ist der zwielichtigen Baronin Ogolenska verfallen und arbeitet daher für Castro als Sekretär. Maria glaubt dem Professor und will nun von Nica nichts mehr wissen. Als Nica einige Zeit später dem Überwachungskommissar der F.N.G.-Werke Moras den Code übergeben will, stellt er verzweifelt fest, dass die Orchidee leer ist. Er glaubt, dass sein und des Freundes Schicksal nun besiegelt ist und folgt Moras zurück in seine Heimat.
Maria hatte den Code in der Orchidee an sich genommen, um ihren Bruder zu schützen. Sie zerstört den Code jedoch, als Castro ihn von ihr verlangt. Erst später erfährt sie, dass Castro sie belogen hat und sie mit ihrer Aktion das Leben Nicas aufs Spiel gesetzt hat. Verzweifelt bittet sie ihren Bruder um Hilfe, der nun Castros Machenschaften aufdecken will. Castro, durch seine Leute auf dem Laufenden gehalten, lässt Antonio ermorden. Es ist Überwachungskommissar Moras, der Nica und Laurenz rettet: Er kommt dem Nachtwächter Bruns auf die Schliche, der der einzige Belastungszeuge in diesem Prozess war. Es stellt sich heraus, dass Bruns ein Anhänger Castros ist und als seine Marionette aussagt, was immer er will. Castro und seine Leute werden verhaftet und Nica und Laurenz freigesprochen. Auch Maria und Nica sprechen sich aus und finden wieder zueinander.

## Produktionsnotizen und Hintergrund
Die Dreharbeiten begannen Mitte Mai 1938, die Uraufführung des Films in Deutschland fand am 8. September 1938 im Berliner Atrium statt. 
Produziert wurde der Film von der F.D.F. Fabrikation deutscher Filme GmbH (Berlin). Die Produktionsleitung hatte Hans von Wolzogen. Walter Janssen fungierte als Dialogregisseur. Für die Bauten waren Karl Weber und Erich Zander zuständig, für den Ton Eugen Hrich. Eugen Klagemann war der Standfotograf.
Der Verleih des Films, der originellerweise auch gelegentlich unter dem Titel Schwarze Orchideen lief, erfolgte durch die UFA.
Rote Orchideen gehört, ähnlich wie Gewitterflug zu Claudia, in ein Genre, das seinerzeit oft als Filmthema gewählt wurde, ohne dass eine genaue Bezeichnung dafür gefunden wurde. Vielleicht kommt man mit dem Begriff „Action-Film“ diesen zu ihrer Zeit beliebten Filmen am nächsten, da sie sowohl mit Krimielementen wie auch abenteuerlichen und melodramatischen Sequenzen durchzogen sind. Nie ruht die Handlung, ständig passiert etwas und neue Figuren werden eingeführt, ungeahnte Verwicklungen werden aus dem Hut gezaubert. Von Bestechung, Bespitzelung bis über Mord ist alles im Film enthalten. Da braucht man eine Hauptfigur, an die man sich halten kann, und die in diesem Film von Olga Tschechowa verkörpert wird. Ihre Zuneigung zur Hauptfigur ist klar herauskristallisiert und hat Bestand. 1938 war für Olga Tschechowa ein erfolgreiches Jahr, in dem sie in gleich vier Filmen die Hauptrolle spielte und an dessen Ende sie zur Staatsschauspielerin ernannt wurde.
Lied im Film
- Durch die Nacht klingt ein Lied, Text von Willy Dehmel, Musik von Franz Grothe.

## Kritik
„Handlungsreicher Agenten- und Abenteuerfilm mit der Liebesromanze zwischen einem wegen Werksspionage zum Tode verurteilten Ingenieur und einer Sängerin. Der Italiener Malasomma hatte bereits rund 40 Stummfilme in Deutschland gedreht, bevor er in Italien Erfolg hatte und 1938 nach Berlin zurückkehrte, wo er mit handwerklichem Geschick und Routine Unterhaltungsfilme inszenierte..“